# لوسی لیمن
لوسی لیمن (انگلیسی: Lucy Liemann؛ زادهٔ ۲۴ نوامبر ۱۹۷۳) بازیگر اهل بریتانیا است. وی از سال ۲۰۰۵ میلادی تاکنون مشغول فعالیت بوده‌است.
از فیلم‌ها یا مجموعه‌های تلویزیونی که وی در آن‌ها نقش داشته‌است، می‌توان به پوآرو، اولتیماتوم بورن، هتل بابل، گروه آی‌تی و آدمکشان میدسامر اشاره نمود.